# Juan Antonio Puigserver
Juan Antonio Puigserver (Palma, 1963) és un funcionari palmesà secretari general tècnic del Ministeri de l'Interior d'Espanya des del 14 de febrer de 2012. Fou escollit, el 28 d'octubre de 2017, per fer-se càrrec del Departament d'Interior de la Generalitat de Catalunya després de l'aplicació de l'article 155 per part del govern d'Espanya i la destitució del govern de la Generalitat. Fou l'encarregat de donar els resultats de les eleccions al Parlament de Catalunya de 2017. És llicenciat en dret per la Universitat de Salamanca el 1986 i advocat de l'Estat.